# Odontasteridae
Odontasteridae è una famiglia di stelle marine. I membri della famiglia sono conosciuti come stelle cuscino e hanno dischi relativamente larghi e cinque bracci affusolati corti.

## Generi
I seguenti generi sono elencati nel registro mondiale delle specie marine:
- Diabocilla McKnight, 2006
- Diplodontias Fisher, 1908
- Eurygonias Farquhar, 1913
- Hoplaster Milne-Edwards, 1882
- Odontaster Verrill, 1880